# Alexander Mathias Beschorner
Alexander Mathias Beschorner (* 24. Juli 1856 in Brünn; † 6. April 1935 in Wien) war ein bedeutender Metallsargfabrikant und Leichenbestatter zu Zeiten der österreichisch-ungarischen Monarchie. Die Zentrale seines Unternehmens befand sich an der Dreilaufergasse 9 (heute: Lindengasse) im 7. Wiener Gemeindebezirk.

## Leben

Werbung von A. M. Beschorner (1906)

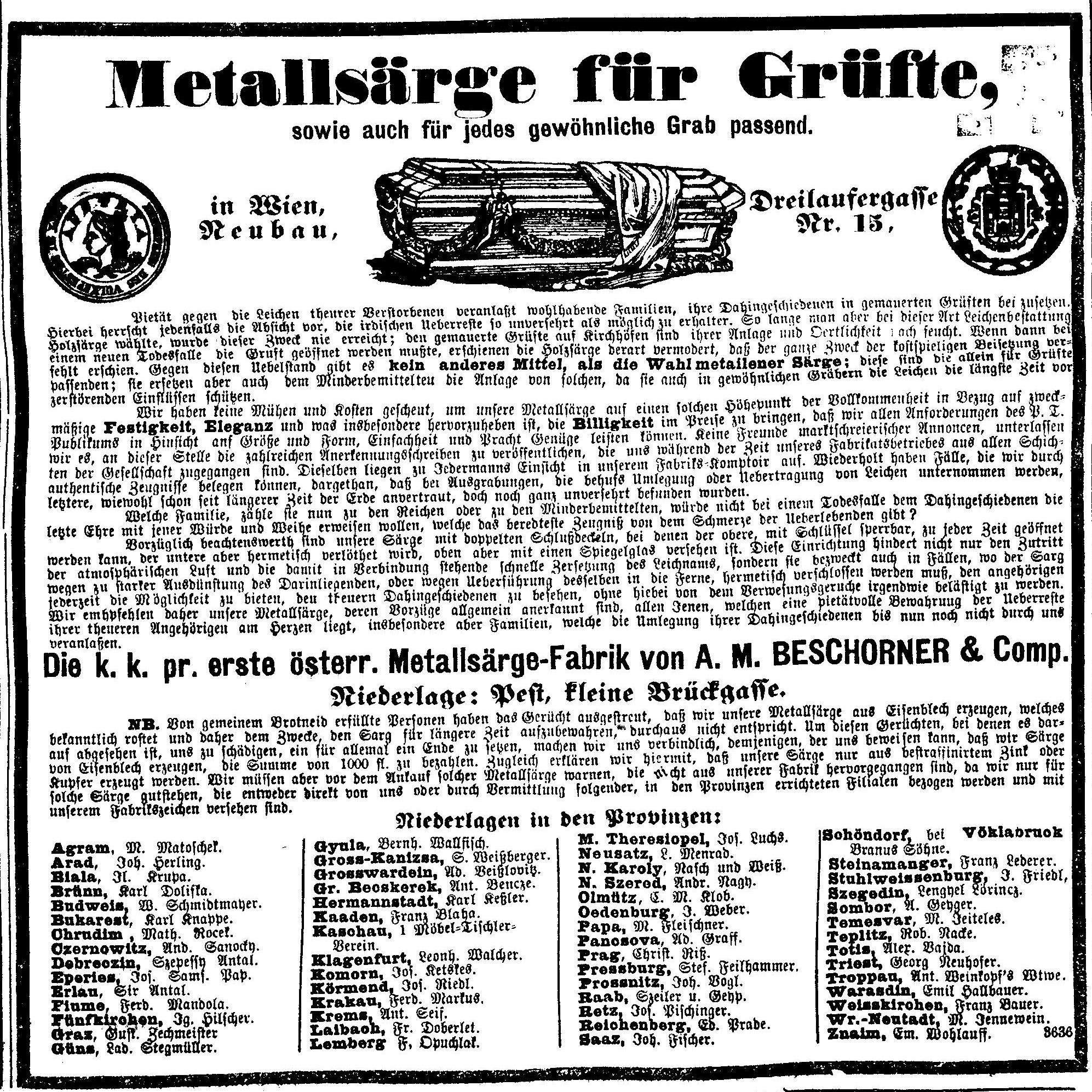
Werbung für Metallsärge für Grüfte (1867)

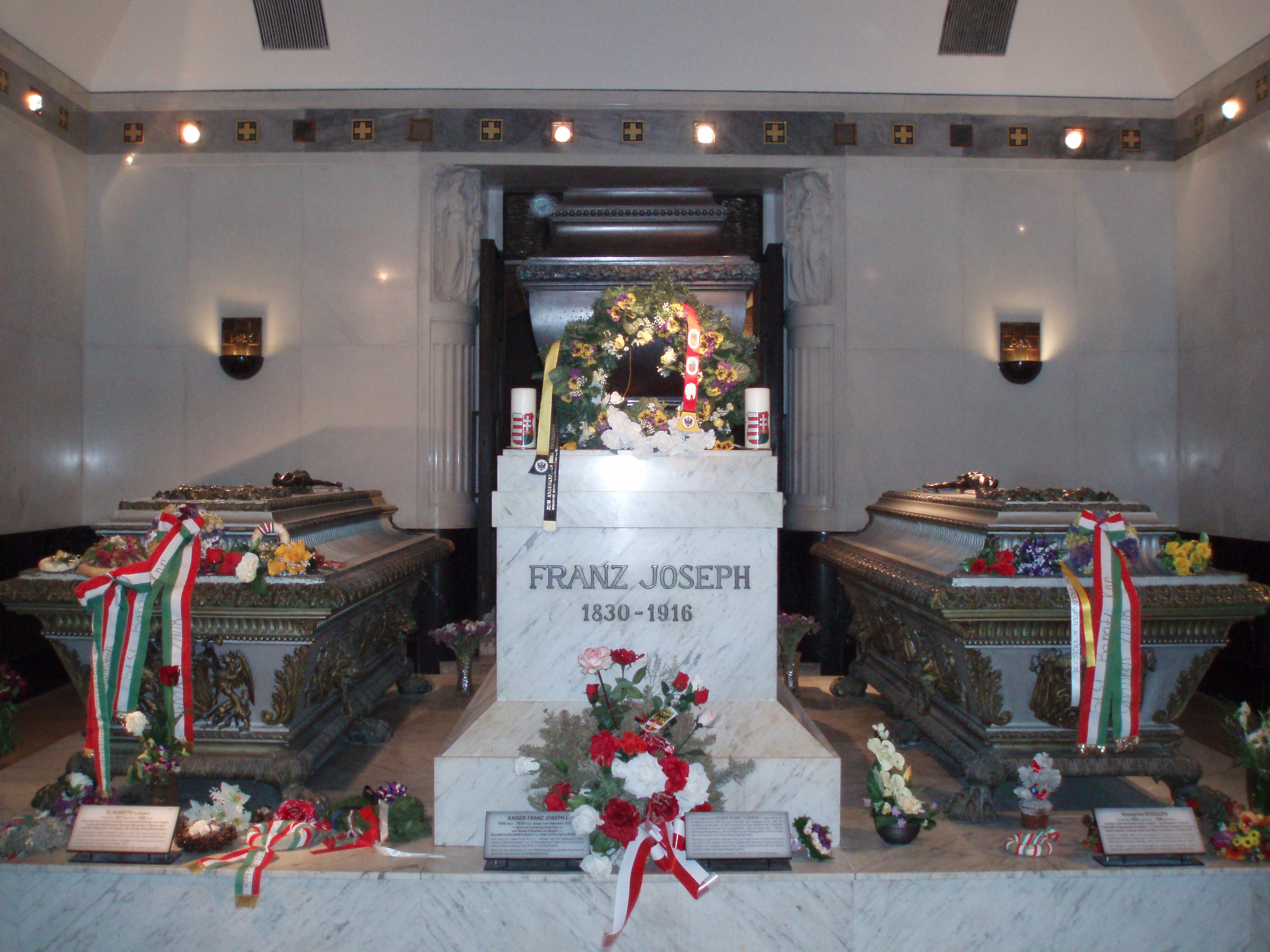
Die Särge von Kaiserin Elisabeth (links) und Kronprinz Rudolf (rechts) wurden von Beschorner angefertigt

Grabstein

Er war der Sohn des Unternehmers Alexander Markus Beschorner und arbeitete im Betrieb seines Vaters, der Metallsärge herstellte und in seinem Bereich führend war. Es wurden kunstvolle Treib- und Gußarbeiten produziert.
Die Familie Beschorner war Mitglied der sogenannten „Pietät“, einer Vereinigung von Sargherstellern. Am 3. Juli 1870 erhielt Alexander Matthias Beschorner die Bewilligung zur Gründung eines privaten Leichenbestattungsunternehmens auf den Namen „Concordia“. Dies war natürlich mit großem Widerstand der „Pietät“ verbunden.
Das Unternehmen A. M. Concordia wurde sehr erfolgreich und belieferte nicht nur das gehobene Bürgertum und Adelige, sondern auch den kaiserlichen Hof. Aus dem Atelier Beschorner stammen auch einige reich ausgestattete Kupfersarkophage der Kapuzinergruft, wie die der Kaiserin Elisabeth und des Kronprinzen Rudolf. Für seine Verdienste wurde er zum k.u.k. Hoflieferanten ernannt.
Infolge der Kommunalisierung der privaten Leichenbestattungsunternehmen durch die Gemeinde Wien musste Beschorner sein Unternehmen am 31. März 1907 der Stadt verkaufen, durfte aber gewisse Privilegien, wie bspw. sein Hofverhältnis, behalten.
Zeit seines Lebens war Beschorner weiterhin erfolgreich und wurde mehrmals geehrt. Er gehörte zahlreichen volkswirtschaftlichen Vereinigungen an und war Mitglied des Bundes österreichischer Industrieller und Erwerbssteuerkommission, Obmann-Stellvertreter der Pensionsanstalt für Angestellte, Ausschussmitglied des Deutschen Volkstheaters und Ehrenmitglied des Wiener Cercle. Er erhielt auch zahlreiche hohe österreichische und ausländische Auszeichnungen.
Er war verheiratet mit Marianne geb. Gerlach und verstarb im Haus Lindengasse 51 im 7. Wiener Gemeindebezirk und wurde am 9. April 1935 auf dem Wiener Zentralfriedhof bestattet.

## Auszeichnungen, Ehrungen
- Orden der Eisernen Krone, Ritter III. Klasse[1]
- Franz-Joseph-Orden, Ritterkreuz[1]